# Glacier de Pailla Ouest
Le glacier de Pailla Ouest est un glacier de cirque, dans les Pyrénées. Il est situé dans le massif du Mont-Perdu à l'est du cirque de Gavarnie, sur le versant nord de la frontière franco-espagnole, dans le département français des Hautes-Pyrénées en Occitanie.
Son front, situé à 2 355 mètres d'altitude, est le second plus bas de la chaîne, derrière le glacier des Oulettes de Gaube.

## Géographie
Le glacier se situe au pied du Grand Astazou sous le couloir Swan. Il est le voisin du glacier de Pailla Est. Ses eaux de fonte alimentent le gave de Gavarnie.

## Histoire
Même au petit âge glaciaire, ses dimensions sont restées modestes : 0,08 km2 de superficie pour 350 mètres de longueur.
Cependant, ses caractéristiques morphologiques (son encaissement et les nombreuses suraccumulations neigeuses) font qu'il a bien mieux résisté que d'autres au réchauffement climatique. Depuis le maximum de 1850, il a surtout varié en épaisseur, ne raccourcissant que de 100 mètres.
En 2020, le glacier est toujours actif, présentant des crevasses marginales. Il s'étend sur 0,03 km2 et a une longueur de 250 mètres.